# Ephesiella phuketensis
Ephesiella phuketensis är en ringmaskart som beskrevs av Bakken 2002. Ephesiella phuketensis ingår i släktet Ephesiella och familjen Sphaerodoridae. Inga underarter finns listade i Catalogue of Life.